# Lisa Bonet
Lisa Michelle Bonet (San Francisco, 16 november 1967) is een Amerikaans actrice. Ze speelde onder meer Denise Huxtable-Kendall in The Cosby Show. Ze begon met acteren toen ze elf jaar oud was en verscheen destijds voornamelijk in reclamespotjes voor de televisie.

## Biografie
Bonet is de dochter van een Afrikaans-Amerikaanse vader en een Joods-Amerikaanse moeder. Haar ouders zijn gescheiden toen ze jong was. Ze leefde voornamelijk in New York en Los Angeles en studeerde aan de Reseda High School in Reseda (Californië).
Op haar twintigste verjaardag, 16 november 1987, trouwde Bonet met zanger Lenny Kravitz. In 1988 beviel ze van hun dochter Zoë Kravitz, die ook actrice werd. Aan hun huwelijk kwam op 12 april 1993 een einde.
Bonet kreeg samen met acteur Jason Momoa in juli 2007 haar tweede kind, een dochter. In december 2008 kreeg ze met Momoa een zoon.

## Carrière
Bonet speelde van 1984 tot en met 1991 Denise Huxtable (later Denise Huxtable-Kendall) in The Cosby Show. Hetzelfde personage speelde ze in 1987 en 1988 tevens in 22 afleveringen van A Different World. In 1987 maakte Bonet eveneens haar filmdebuut als Epiphany Proudfoot in Angel Heart. Haar filmrol veroorzaakte in eerste instantie haar ontslag bij The Cosby Show, waar ze later weer in genade aangenomen werd.
Bonet was daarna te zien in verschillende direct-naar-videofilms. Ze veranderde haar naam in 1995 officieel in Lilakoi Moon. In 1998 was ze te zien in de film Enemy of the State. In 2000 had ze een rol in High Fidelity.
In de film Biker Boyz speelde Bonet samen met haar voormalig A Different World-collega Kadeem Hardison.
In augustus 2006 was Bonet een week lang te zien in een A Different World-reüniespecial op Nick at Nite. Datzelfde jaar was ze te zien in de film Whitepaddy.

## Filmografie
- The Cosby Show (1984-1991) (tv-serie)
- Angel Heart (1987)
- A Different World (1987-1989) (tv-serie)
- Bank Robber (1993)
- New Eden (1994)
- Dead Connection (1994)
- Enemy of the State (1998)[1]
- High Fidelity (2000)
- The Lathe of Heaven (2002)
- Biker Boyz (2003)
- Whitepaddy (2006)
- Gambit (2007)
- Life on Mars (2008-2009) (tv-serie)
- Road To Paloma  (2014)
- The Red Road (2014-2015) (tv-serie)
- Ray Donovan (2016) (tv-serie)